# Sistem de electrificare feroviară
Sistemul de electrificare a căilor ferate furnizează energie electrică pe calea ferată trenurilor și tramvaielor fără un motor principal la bord sau o sursă de combustibil locală. Căile ferate electrice folosesc fie locomotive electrice (transportul de pasageri sau transport de marfă pe calea ferată în vagoane separate), tren autopropulsat (vagoanele cu propriile lor motoare), fie ambele. Electricitatea este de obicei generată în stații de producție mari și relativ eficiente, transmise rețelei feroviare și distribuite trenurilor. Unele căi ferate electrice au propriile stații electrice și linii de transport dedicate, dar majoritatea achiziționează energie de la un furnizor de energie electrică. Calea ferată asigură de obicei propriile linii de distribuție, comutatoare și transformatoare.